# Emilia Turei
Emilia Halsberievna Turei (rusă Эмилия Халсбериевна Турей; n. 6 octombrie 1984, în Astrahan) este o handbalistă din Rusia care a semnat un contract cu clubul românesc CSM București. După doar câteva zile, handbalista rusă s-a răzgândit, iar contractul a fost reziliat cu acordul părților.
Turei este triplă campioană mondială cu echipa Rusiei (2005, 2007 și 2009), medaliată cu argint la Olimpiada de la Beijing și Campionatul European din 2006, și medaliată cu bronz la Campionatul European din 2008. De asemenea, ca jucătoare de club ea a câștigat Liga Campionilor EHF în 2007 și Cupa Cupelor EHF în 2009. Prin tatăl ei, Emilia Turei este de descendență leoneză.

## Palmares
- Liga Campionilor EHF:
  -  Câștigătoare: 2007
  - Finalistă: 2011

- Cupa Cupelor EHF:
  -  Câștigătoare: 2009

- Campionatul Mondial:
  -  Medalie de aur: 2005, 2007, 2009

- Campionatul European:
  -  Silver Medalist: 2006
  -  Bronze Medalist: 2008

- Jocurile Olimpice:
  -  Medalie de argint: 2008

## Premii
- Extrema stânga a All-Star Team la Campionatul Mondial: 2011[4]